# کریستف گراپنر

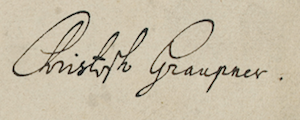
نشانه کریستوف گراوپنر.

کریستف گراپنر (زادهٔ ۱۳ ژانویه ۱۶۸۳ – درگذشتهٔ ۱۰ مه ۱۷۶۰)، آهنگساز آلمانی اهل دارمشتات که در اوایل قرن هجدهم معروف‌ترین سازندهٔ کانتات بود.